# Kazakhstan aux Jeux paralympiques d'hiver de 2018
Le Kazakhstan participe aux Jeux paralympiques d'hiver de 2018 à Pyeongchang, en Corée du Sud, du 9 au 18 mars 2018. Il s'agit de la septième participation du pays aux Jeux paralympiques d'hiver.

## Composition de l'équipe
La délégation kazakhe est composée de 6 athlète prenant part aux compétitions dans 2 sports.

### Ski de fond et biathlon
Certains athlètes ne prennent part qu'aux compétitions de ski de fond, d'autres participent en ski de fond et en biathlon.
- Zhanyl Baltabayeva
- Alexandr Gerlits[4]
- Kairat Kanafin (guide : Anton Zhdanovich)[4]
- Alexandr Kolyadin
- Denis Petrenko
- Sergey Ussoltsev[4]